# Reichstag (Deutsches Kaiserreich)

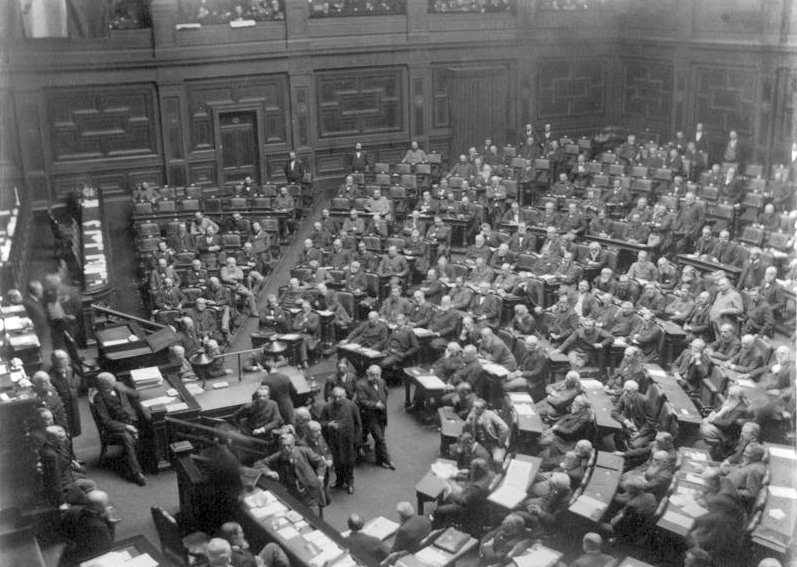
Plenarsitzungssaal des Reichstags, 1889 in der Leipziger Straße 4

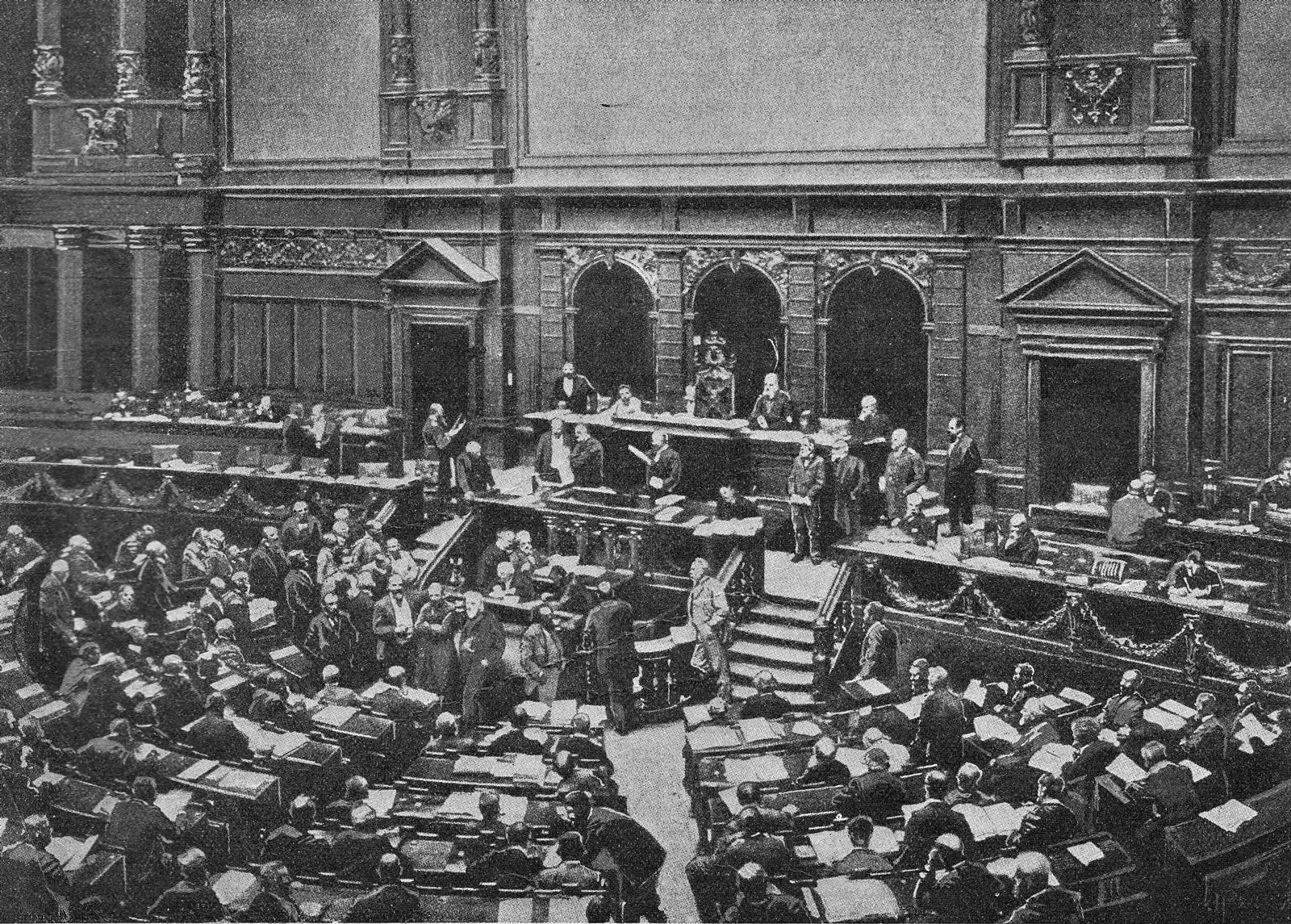
Parlamentssaal des Reichstags, 1906 im Reichstagsgebäude

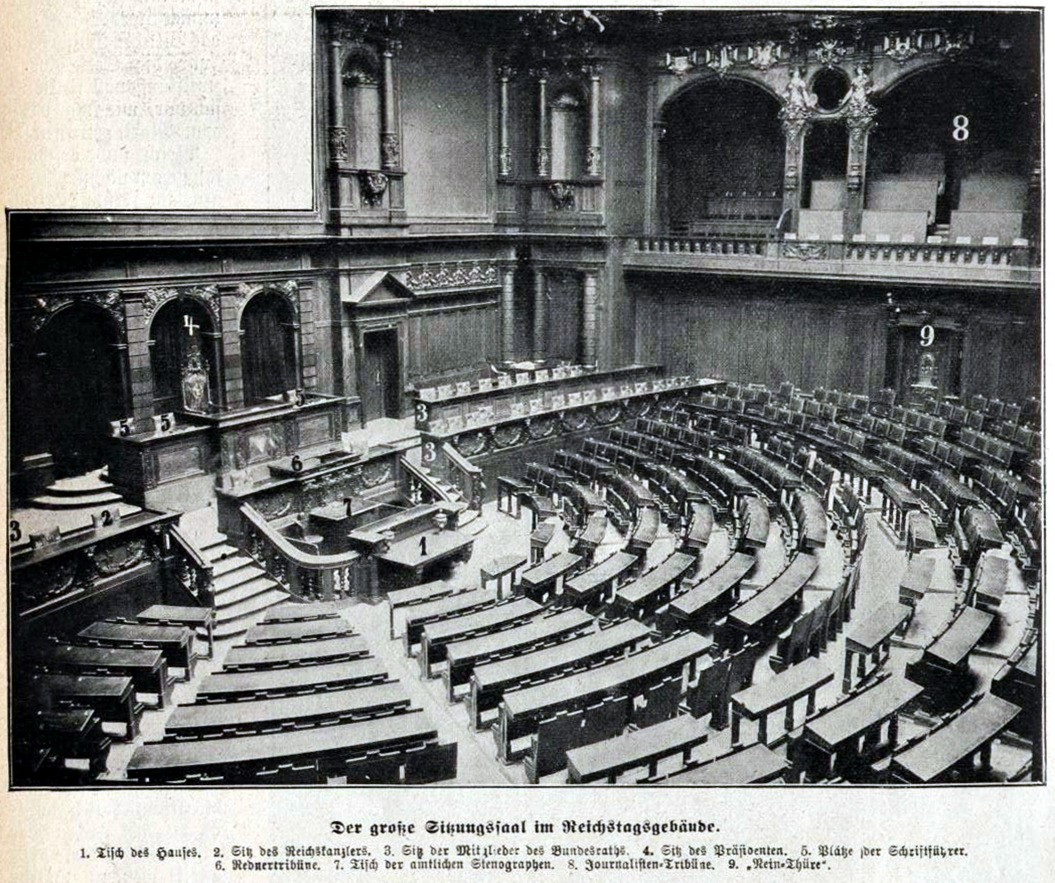
Der große Sitzungssaal des Reichstages um 1903, mit Ziffernkennzeichnung besonderer Plätze

Reichstagswahlkreise, siehe auch Liste der Reichstagswahlkreise des Deutschen Kaiserreichs

Der Reichstag war von 1871 bis 1918 das Parlament des Deutschen Kaiserreichs. Schon im Norddeutschen Bund hatte das Parlament denselben Namen und dieselbe Position im politischen System. Der Reichstag verkörperte neben dem Kaiser die Einheit des Reiches, war also ein unitarisches Organ. Er repräsentierte das nationale und demokratische Element neben dem Föderalismus der Bundesstaaten und der monarchisch-bürokratischen Exekutive (dem Kanzler) im Machtgefüge des Reiches.
Gemeinsam mit dem Bundesrat übte er die Reichsgesetzgebung aus und besaß die Mitentscheidungsgewalt über den Haushalt des Reiches. Es hatte auch gewisse Kontrollrechte gegenüber der Exekutive und konnte durch Debatten Öffentlichkeit herstellen.
Der Reichstag wurde mit einem der fortschrittlichsten Wahlgesetze seiner Zeit gewählt; zunächst für je drei Jahre, dann für je fünf Jahre. Wählen durften grundsätzlich alle Männer ab 25 Jahren, mit Einschränkungen zum Beispiel für Entmündigte. Der Reichstag tagte auch während des Ersten Weltkriegs. In der Novemberrevolution ab dem 9. November 1918 verhinderte jedoch der Rat der Volksbeauftragten eine weitere Reichstagssitzung. Somit fand die letzte Sitzung am 26. Oktober 1918 statt. Der vorläufige Nachfolger des kaiserzeitlichen Reichstags wurde die Weimarer Nationalversammlung ab 6. Februar 1919.

## Wahlen
Die Reichsverfassung vom 16. April 1871 änderte nichts an der Rechtsgestalt des Parlamentes, wie sie für den Reichstag des Norddeutschen Bundes durch seine Bundesverfassung vom 17. April 1867 vorgezeichnet war. Das Bundeswahlgesetz bzw. Reichswahlgesetz von 1869 orientierte sich am Reichswahlgesetz von 1849.
Die Abgeordneten wurden mit einem allgemeinen, gleichen und geheimen Männerwahlrecht gewählt (siehe Reichstagswahlen in Deutschland). Wahlberechtigt waren alle Männer ab 25 Jahren. Dieses Wahlrecht war im internationalen Vergleich, aber auch mit Blick auf die Länderparlamente, sehr weitgehend. In den meisten anderen Ländern wurde es durch eine Art des Zensuswahlrechts eingeschränkt.
Ebenfalls nicht wahlberechtigt waren im aktiven Militärdienst stehende Personen (diese besaßen allerdings das passive Wahlrecht), da man eine Politisierung des Militärs vermeiden wollte, sowie Personen, die auf öffentliche Armenunterstützung angewiesen waren, Personen, über deren Vermögen ein Verfahren wegen Konkurs oder Zahlungsunfähigkeit eröffnet worden war und Personen, die durch ein Gerichtsurteil entmündigt oder ihrer staatsbürgerlichen Rechte verlustig erklärt worden waren. Bei der Reichstagswahl 1912 waren 22,2 % der Bevölkerung (14,442 Millionen Männer) wahlberechtigt (zum Vergleich: in Großbritannien 16 %, in den USA 28 %). Dieser Prozentsatz lag deutlich höher als der Prozentsatz der Wahlberechtigten bei Landtagswahlen in den Einzelstaaten, beispielsweise in Bayern oder Sachsen, wo das Wahlrecht noch an zusätzliche Bedingungen gebunden war.

### Bedeutung der Stichwahlen
Gewählt wurde in Einmannwahlkreisen mit absolutem Mehrheitswahlrecht. Damit gab es nur direkt gewählte Abgeordnete. Es war derjenige gewählt, der im ersten Wahlgang die absolute Mehrheit der Stimmen auf sich vereinigen konnte. Geschah dies nicht, kam es zwischen den beiden Kandidaten mit der höchsten Stimmenzahl zu einer Stichwahl. Die Stichwahlen gewannen während der Reichstagswahlen im Kaiserreich immer größere Bedeutung. Während bei der Reichstagswahl 1874 nur in 46 der 397 Wahlkreise (11,6 %) Stichwahlen abgehalten werden mussten, waren es bei der Reichstagswahl 1890 schon 147 Wahlkreise (37 %) und bei der Reichstagswahl 1912 190 Wahlkreise (47,9 %).
Dies war Ausdruck der Tatsache, dass die Bedeutung von „Hochburgen“ der Parteien abnahm, während sich insbesondere die Sozialdemokratie als reichsweite Massenbewegung etablierte. Die Sozialdemokraten waren an zunehmend mehr Stichwahlen beteiligt (im Jahr 1912 an 120 der 190 Stichwahlen), wovon sie die Mehrheit verloren (im Jahr 1912: 45 gewonnene Stichwahlen von 120), weil sozialdemokratische Kandidaten in der Stichwahl meist einer großen Koalition aller bürgerlichen Parteien gegenüberstanden. Besonders erfolgreich in den Stichwahlen waren die liberalen Parteien der Mitte, die die große Mehrheit ihrer Reichstagsmandate in der Regel erst in der Stichwahl gewinnen konnten. Beispielsweise nahmen die Nationalliberalen bei der Wahl 1912 an 68 Stichwahlen teil, von denen sie 41 gewannen. Im ersten Wahlgang waren nur 3 Direktkandidaten erfolgreich gewesen. Die Deutsche Fortschrittspartei nahm 1912 an 55 Stichwahlen teil, von denen sie 42 gewann. Im ersten Wahlgang hatte sie kein einziges Direktmandat erzielt.

### Folgen der Wahlkreiseinteilung
Im Jahr 1871 bestand der Reichstag aus 382 Abgeordneten. Ab dem Jahr 1874 waren es 397, weil fünfzehn Wahlkreise des Reichslandes Elsaß-Lothringen hinzukamen. Diese Zahl galt bis zum Ende des Kaiserreichs. Die Wahlkreise waren zunächst so zugeschnitten, dass sie etwa 100.000 Menschen umfassten. Ausnahmen bildeten acht Kleinstaaten, die eigene Wahlkreise bildeten, auch wenn sie weniger als 100.000 Einwohnern hatten. Da sich die Wahlkreisgrenzen an den Grenzen der deutschen Einzelstaaten orientierten, bestanden manche Wahlkreise aus weit auseinanderliegenden Gebieten. So umfasste beispielsweise der Wahlkreis 1 im Herzogtum Braunschweig das Gebiet um die Stadt Braunschweig, aber auch die braunschweigischen Exklaven Thedinghausen (bei Bremen) und Blankenburg (im Harz). Der Wahlkreis 1 im Großherzogtum Oldenburg umfasste das Gebiet um die Stadt Oldenburg und zusätzlich die oldenburgischen Exklaven Fürstentum Lübeck in Holstein und Fürstentum Birkenfeld am Oberlauf der Nahe. Besonders ausgeprägt war die Zersplitterung der Wahlkreise in den thüringischen Territorien.
Durch die unterschiedliche Bevölkerungsentwicklung, in erster Linie bedingt durch die Binnenwanderung in die Großstädte und Industriezentren, entstanden große Unterschiede hinsichtlich der Bevölkerungszahl der einzelnen Wahlkreise. 1912 gab es reichsweit zwölf Wahlkreise mit weniger als 75.000 Einwohnern, aber ebenfalls zwölf Wahlkreise mit mehr als 400.000 Einwohnern (davon der größte, Wahlkreis Potsdam 10: Teltow-Beeskow-Storkow-Charlottenburg, mit 1.282.000 Einwohnern). Alle Wahlkreise entsandten aber je einen Abgeordneten. Der auf der Volkszählung von 1864 basierende und seitdem nicht mehr veränderte Zuschnitt der Wahlkreise benachteiligte solche Parteien, die ihre Wählerschaft vor allem in den Städten hatten. Nicht als Benachteiligung angesehen muss dagegen die Kleinheit von Wahlkreisen, die sich mit einzelnen Zwergstaaten deckten, denn die föderale Struktur des Reiches rechtfertigte durchaus einen Mindestsitz ungeachtet der Bevölkerungszahl, wie auch im häufig in der Literatur thematisierten Fall von Schaumburg-Lippe.
Im Wahlgesetz war 1869 festgeschrieben, dass nicht die Verwaltung per Rechtsverordnung, sondern die Gesetzgebung die Wahlkreiseinteilung der Zeit anpasst. Der Reichstag war misstrauisch gegenüber der Verwaltung, da diese bei preußischen Landtagswahlen regelmäßig Wahlkreisgeometrie betrieben hatte. Doch zum Gesetzgeber gehörte auch der Bundesrat, der eine gesetzliche Anpassung der Wahlkreiseinteilung in den folgenden Jahrzehnten verhinderte.

## Zusammensetzung und Arbeitsweise
Am 21. März 1871 wurde der erste gesamtdeutsche Reichstag in Berlin eröffnet, nachdem ein Gottesdienst stattgefunden hatte. Bundesfürsten, Abgeordnete und Diplomaten versammelten sich im Weißen Saal des Berliner Stadtschlosses, während Kanzler Bismarck den Bundesrat leitete. Der Kaiser und die Träger der Reichsinsignien traten unter Hochrufen ein. Nach der Platznahme des Bundesrates unter Kanzler Bismarck betrat die kaiserliche Entourage unter Hochrufen den Saal. Dem Kaiser folgten die Träger der Reichsinsignien: Moltke mit dem Reichsschwert, von Peucker mit dem Reichsapfel auf einem silbernen Kissen, von Roon mit dem Zepter und Graf von Redern mit der Königskrone, beide auf goldenen Kissen. Nach der Thronrede erklärte Bundeskanzler Bismarck den Reichstag für eröffnet. Der Kaiser und sein Gefolge verließen den Saal, während die Abgeordneten zur konstituierenden Sitzung im preußischen Abgeordnetenhaus gingen. Um 15:05 Uhr eröffnete Alterspräsident Wolf Sylvius Leopold von Frankenberg-Ludwigsdorf die Sitzung und appellierte an die Abgeordneten, die Einigung zu festigen und Frieden zu fördern.

### Abgeordnete
- Preußen: 236
- Bayern: 48
- Sachsen: 23
- Württemberg: 17
- Baden: 14
- Thür. Staaten: 12
- Hessen: 9
- Mecklenburg: 6
- Hansestädte: 5
- Oldenburg: 3
- Braunschweig: 3
- Kleinstaaten: 6
- Reichsland: 15

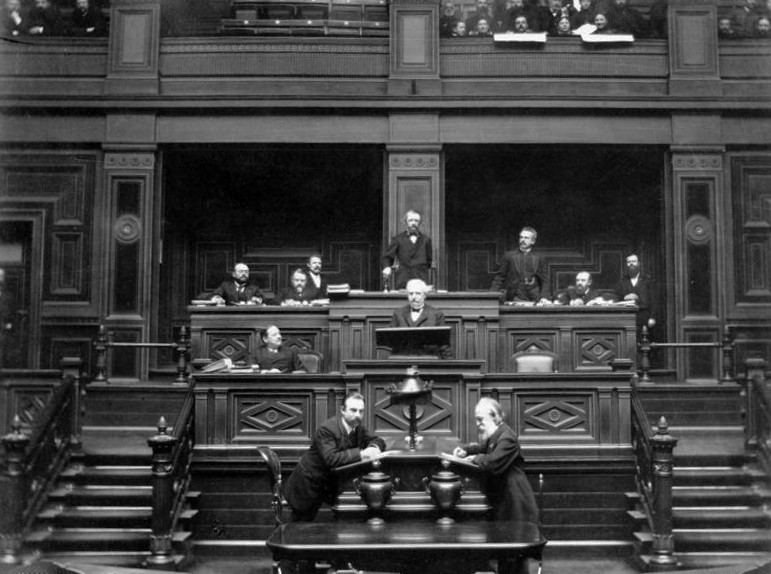
Rednerpult, Präsidium und Stenographen

Die Abgeordneten galten als Vertreter des gesamten Reichsvolkes und waren nach der Verfassung an Weisungen nicht gebunden. Die Parlamentarier genossen Immunität und Indemnität. Damit verbunden war auch der Schutz von beamteten Abgeordneten vor Disziplinarstrafen für ihre politischen Handlungen als Parlamentarier.
Stark betont wurde die Trennung zwischen Exekutive und Parlament. Ein Abgeordneter, der in die Reichsleitung oder in eine Länderregierung berufen wurde, hatte sein Mandat niederzulegen.
Diäten wurden nicht gezahlt, weil es keine Berufspolitiker geben sollte. In der Praxis bedeutete dies, dass man zeitlich abkömmlich sein musste und sich dieses Amt finanziell leisten konnte. Damit waren nicht begüterte oder nichtbeamtete Kandidaten benachteiligt. Eine Abgeordnetentätigkeit und den Beruf verbinden konnten etwa Anwälte und Journalisten. Max Weber rechnete auch preußische Junker, Großindustrielle, Rentiers und hohe Beamte zu dieser Gruppe. Dagegen war die Mehrzahl der Unternehmer wegen ihrer Berufstätigkeit nur selten abkömmlich. Noch mehr gilt dies für die Arbeiter.
Ein Ausgleich konnte die Unterstützung durch die eigene Partei oder eine Interessenorganisation sein. Die SPD etwa zahlte seit 1876 ihren Abgeordneten eine Art Gehalt. Zudem wurden zahlreiche Parlamentarier als Funktionäre oder Journalisten der Parteipresse beschäftigt. Im Jahr 1898 waren etwa 40 % der sozialdemokratischen Abgeordneten Parteiangestellte und weitere 15–20 % waren bei den freien Gewerkschaften tätig. Im konservativen Lager unterstützte der Bund der Landwirte Abgeordnete finanziell und erwartete im Gegenzug politische Unterstützung. Auch Industrieverbände und die katholische Kirche handelten ähnlich. Eine Aufwandsentschädigung gab es immerhin seit 1906. Die 3000 Mark im Jahr waren allerdings zu niedrig, um davon zu leben. Die Praxis hat gezeigt, dass diese Bestimmungen so etwas wie ein Berufspolitikertum nicht verhindern konnten.

### Einberufung und Auflösung
|                      | 1871 | 1874 | 1877 | 1878 | 1881 | 1884 | 1887 |
| -------------------- | ---- | ---- | ---- | ---- | ---- | ---- | ---- |
| Konservative         | 57   | 22   | 40   | 59   | 50   | 78   | 80   |
| Freikonservative     | 37   | 33   | 38   | 57   | 28   | 28   | 41   |
| Nationalliberale     | 125  | 155  | 128  | 99   | 47   | 51   | 99   |
| Fortschrittspartei   | 46   | 49   | 35   | 26   | 60   | -    | -    |
| Liberale Vereinigung | -    | -    | -    | -    | 46   | -    | -    |
| Freisinn             | -    | -    | -    | -    | -    | 67   | 32   |
| Zentrum              | 63   | 91   | 93   | 94   | 100  | 99   | 98   |
| Sozialdemokraten     | 2    | 9    | 12   | 9    | 12   | 24   | 11   |
| Minderheiten         | 21   | 34   | 34   | 40   | 45   | 43   | 33   |
| Sonstige             | 31   | 4    | 17   | 13   | 9    | 7    | 3    |

Die Verhandlungen des Reichstages waren öffentlich (Art. 22 der Reichsverfassung), und die Presse berichtete breit über die Debatten. Die Wahlperiode betrug zunächst drei, nach 1888 fünf Jahre. Eine Legislaturperiode war in mehrere Sessionen, meist vier oder fünf, unterteilt. Diese dauerten jeweils etwa einen bis vier Monate. Waren in einer Session Gesetzesvorhaben, Petitionen und andere Parlamentsgeschäfte nicht abgeschlossen, galten diese als erledigt und mussten in der nächsten Session neu eingebracht werden. Teilweise konnte es davon aber Ausnahmen geben. Der Reichstag hatte kein Selbstversammlungsrecht, sondern wurde alljährlich vom Kaiser einberufen, was sich jedoch als Formalität erwies.
Der Bundesrat durfte mit der Zustimmung des Kaisers den Reichstag auflösen. Doch hatten nach der Auflösung innerhalb von sechzig Tagen Neuwahlen stattzufinden, und der neu gewählte Reichstag musste spätestens nach 90 Tagen einberufen werden. Tatsächlich wurde der Reichstag nur viermal aufgelöst: 1878, 1887, 1893 und 1906. Die Initiative ging dabei stets vom Kanzler aus, der darauf hoffte, dass die ihn unterstützenden Reichstagsparteien hinzu gewannen. Dieser Zugewinn war aber unsicher, was die niedrige Zahl der Reichstagsauflösungen erklärt.

### Geschäftsordnung und Präsidium

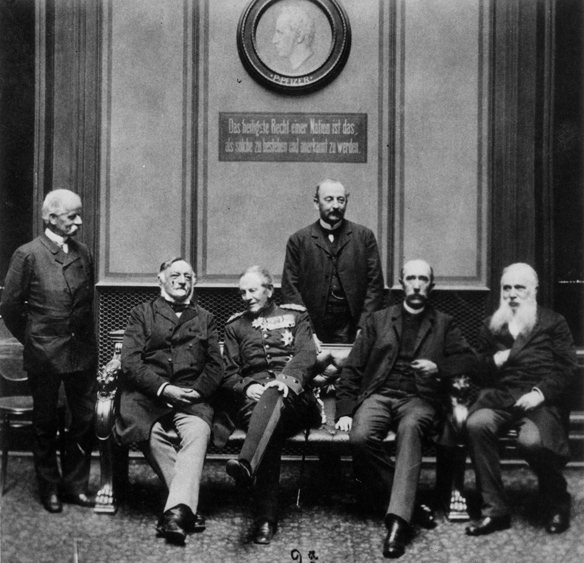
Mitglieder der Konservativen Fraktion im Jahr 1889 (von links nach rechts): Rudolph Wichmann, Otto von Seydewitz, Helmuth von Moltke, Graf Konrad von Kleist-Schmenzin, Otto von Helldorff, Karl Gustav Ackermann

Für seine interne Organisation orientierte sich der Reichstag an der Geschäftsordnung des preußischen Abgeordnetenhauses. Diese blieb im Wesentlichen bis zum Ende des Kaiserreichs und darüber hinaus bis 1922 in Kraft. Redebeiträge sollten nach der Geschäftsordnung nur vom Rednerpult oder von den Abgeordnetenbänken erfolgen. Da sich in der Praxis viele Abgeordnete um den Tisch mit den Abstimmungskästen aufhielten, wurden von dort auch Reden gehalten und die anderen Abgeordneten gruppierten sich um die Redner und kommentierten die Beiträge. Dies wurde vom Reichstagspräsidenten meist nicht geahndet.
Es gab zwar Parlamentsausschüsse, aber ihr Ausbau verlief zögerlich. Ihre Mitgliederzahl richtete sich nach der Stärke der Fraktionen. Im Seniorenkonvent (d. h. Ältestenrat) einigte man sich über den Ausschussvorsitz. Im Gegensatz zur Geschäftsordnung des Reichstages der Weimarer Republik gab es keine Festlegung der Zahl oder Aufgabe bestimmter Ausschüsse.
Die Abgeordneten wählten einen Reichstagspräsidenten und seine Stellvertreter. Dieser repräsentierte das Parlament nach außen und hatte die Aufgabe, im Inneren die Ordnung aufrechtzuerhalten. Der Präsident legte die Tagesordnung fest. Das Parlament konnte diese nur mit einer Mehrheit ablehnen. Des Weiteren erteilte er das Wort, auch wenn es dabei meist nach der Reihenfolge der Meldungen ging. Tatsächlich gab es oft eine Rednerliste, die teilweise in Absprache mit den Fraktionen im Seniorenkonvent festgelegt wurde. Der Präsident konnte Redner zur Ordnung rufen, beantragen ihm bei Missachtung das Wort zu entziehen oder von der Sitzung auszuschließen. Beispielsweise war es unstatthaft, über die Person des Kaisers zu debattieren. Wagte dies ein Parlamentarier, griff der Präsident ein.
Eine Sonderstellung im Parlament genossen die Mitglieder des Bundesrates. So fielen sie nicht unter die Ordnungsgewalt des Präsidenten, hatten aber das Recht gehört zu werden. Der Reichskanzler als solcher hatte kein Rederecht. In der Praxis war der Reichskanzler aber fast immer Bundesratsmitglied.

### Fraktionen und Seniorenkonvent

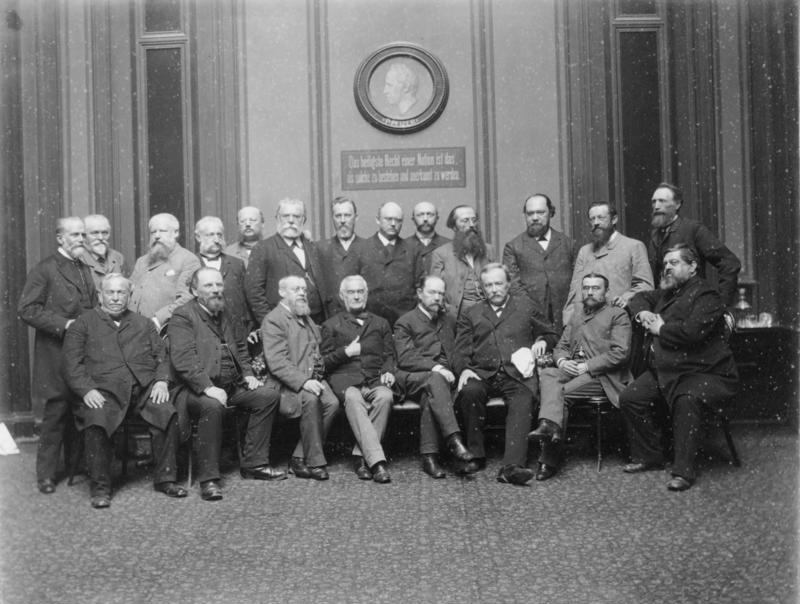
Mitglieder der Fraktion der Freisinnigen Partei im Reichstag, 1889, Heinrich Berling, Erwin Lüders, Philipp Schmieder, Moritz Klotz, Adolph Hoffmann, Max von Forckenbeck, Paul Kohli, Alexander Meyer, Paul Langerhans, Albert Traeger, Julius Lerche, Friedrich Witte, Georg von Siemens, August Munckel, Eugen Richter, August Maager, Asmus Lorenzen, Friedrich Schenck, Johann Heinrich Nickel, Reinhart Schmidt, Max Broemel.

Fraktionen waren nicht Teil der Geschäftsordnung. De facto waren sie aber die entscheidenden Binnengliederungen des Parlaments. Die in der Geschäftsordnung vorgesehenen ausgelosten Abteilungen spielten dagegen keine Rolle. Der Reichstag basierte auf der liberalen Vorstellung eines freien Mandates. Tatsächlich gab es fraktionslose oder sogenannte wilde Abgeordnete. Aus- und Übertritte aus den Fraktionen waren nicht selten. Dennoch wurden die Fraktionen ein zentraler Faktor der Parlamentsarbeit. Diese bestimmten letztlich die Geschäftsordnung, besetzten das Präsidium, bestimmten die Redner und die Zusammensetzung der Ausschüsse.
Die Fraktionen im Kaiserreich waren in der Regel Zusammenschlüsse von Abgeordneten derselben Partei. Die Fraktionen wählten einen Vorstand meist aus der jeweiligen Parteiführung. Neben den ordentlichen Mitgliedern gab es auch die sogenannten Hospitanten. Dies waren Mitglieder, die (noch) nicht der jeweiligen Partei angehörten. Finanziert haben sich die Fraktionen durch Abgaben ihrer Mitglieder. Es fanden regelmäßige Fraktionssitzungen statt, in denen man sich über das parlamentarische Vorgehen verständigte.
Einen Fraktionszwang gab es offiziell nicht. Dennoch war die Drohung mit Fraktionsausschluss ein wichtiges Mittel der fraktionsinternen Disziplinierung. Auch die moralische Erwartung, mit der Fraktion zu stimmen, ist nicht zu unterschätzen. Letztlich setzte sich die Fraktionsdisziplin immer stärker durch. Es blieb freilich immer die Möglichkeit, einer Abstimmung fernzubleiben. Am schwächsten ausgeprägt war die Fraktionsdisziplin bei den bürgerlichen Mittelparteien. Bei diesen war individuelles Abstimmungsverhalten noch lange nicht unüblich.
Außerhalb der offiziellen Geschäftsordnung bewegte sich auch der Seniorenkonvent. In diesem Leitungsgremium des Parlaments kamen führende Vertreter der Fraktionen zu Abstimmungen – etwa über die Tagesordnung, Ausschussbesetzungen oder Verfahrensfragen – zusammen. Die Entscheidungen des Seniorenkonvents unterlagen nicht dem Mehrheitsprinzip, sondern wurden einstimmig getroffen. Seit etwa 1890 waren die Fraktionen je nach ihrer Stärke in dem Gremium vertreten.
Die Position des Reichstagspräsidenten gegenüber dem Seniorenkonvent hing mit dessen politischer Rückendeckung zusammen. Wenn er keiner starken Fraktion entstammte, musste er in stärkerem Maß dem Konvent folgen, als wenn er aus einer starken Fraktion kam. Eine personelle Verzahnung zwischen Reichstagspräsidium und Seniorenkonvent bestand zunächst nicht. Bis 1884 waren die Mitglieder des Präsidiums nicht auch Mitglieder des Seniorenkonvents. Seither war der erste Vizepräsident auch Leiter des Seniorenkonvents. Im Jahr 1899 übernahm der Präsident diese Funktion selbst.

## Aufgaben und Rechte

### Gesetzgebung
|                      | 1890 | 1893 | 1898 | 1903 | 1907 | 1912 |
| -------------------- | ---- | ---- | ---- | ---- | ---- | ---- |
| Konservative         | 73   | 72   | 56   | 54   | 60   | 43   |
| Freikonservative     | 20   | 28   | 23   | 21   | 24   | 14   |
| Nationalliberale     | 42   | 53   | 46   | 51   | 54   | 45   |
| Linksliberale        | 66   | 37   | 41   | 30   | 42   | 42   |
| Zentrum              | 106  | 96   | 102  | 100  | 105  | 91   |
| Sozialdemokraten     | 35   | 44   | 56   | 81   | 43   | 110  |
| Minderheiten         | 38   | 35   | 34   | 32   | 29   | 33   |
| Antisemiten          | 5    | 16   | 13   | 11   | 22   | 10   |
| Deutsche Volkspartei | 10   | 11   | 8    | 6    | 7    | -    |
| Sonstige             | 2    | 5    | 18   | 11   | 11   | 9    |

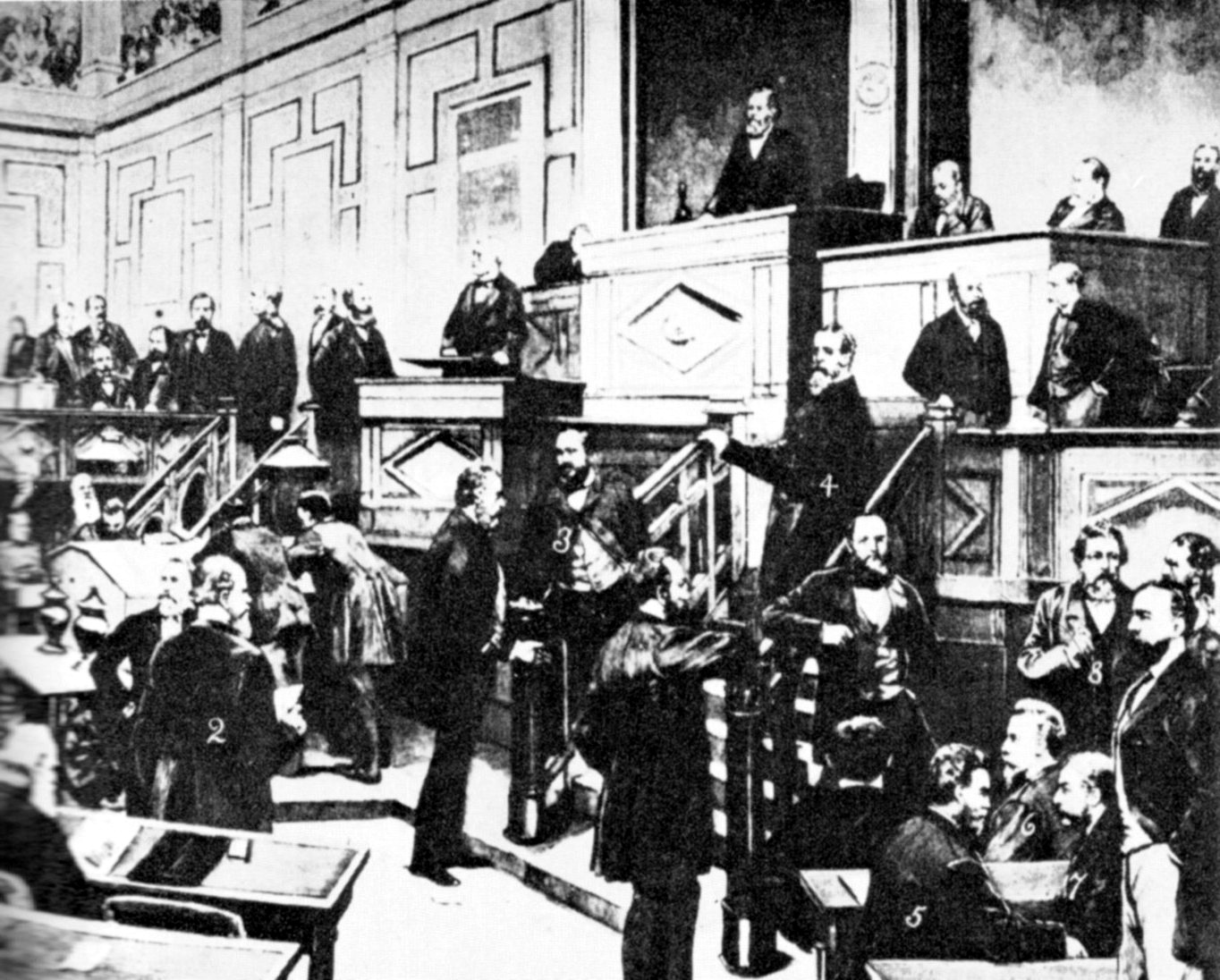
Debatte im Reichstag

Zu den zentralen Rechten des Reichstags gehörte nach Artikel 23, dass er Gesetzentwürfe vorschlagen durfte (Gesetzesinitiative) und ein Entwurf nur mit Zustimmung des Reichstags Gesetz werden konnte. Beide Rechte teilte der Reichstag sich mit dem Bundesrat (Art. 16). Das entsprach dem Prinzip von Checks and Balances in anderen Ländern. Gegen den Willen der im Bundesrat vertretenen Regierungen der Bundesstaaten war somit zwar kein Gesetz durchsetzbar, doch der Bundesrat verlor im Verfassungsalltag zunehmend an Bedeutung.
In einer ersten Lesung eines Gesetzes sollte nur eine allgemeine Debatte über die Grundsätze des Entwurfs stattfinden. Erst in der zweiten Lesung durfte über die einzelnen Artikel debattiert werden. Dabei konnten nun auch Änderungsanträge gestellt werden. In der dritten Lesung schließlich sollte es zu einer Synthese der Ergebnisse aus der ersten und zweiten Lesung kommen. Neu gestellte Anträge mussten die Unterstützung von mindestens dreißig Abgeordneten aufweisen. Schließlich wurde der gesamte Entwurf zur Abstimmung gestellt.
Die Kernkompetenz des Reichstages war das Budgetrecht und damit der Beschluss über den Haushalt des Reiches in Gesetzesform (Art. 69). Während Bismarck einen für drei Jahre geltenden Haushalt vorgeschlagen hatte, setzte das Parlament eine einjährige Dauer durch. Kam es zu außerplanmäßigen Ausgaben musste ein Nachtragshaushalt verabschiedet werden. Das Parlament beschloss dabei nicht über die Gesamtsumme, wie ursprünglich von Bismarck vorgesehen, sondern die Ausgaben waren detailliert aufgeschlüsselt, und das Parlament konnte über jeden Posten gesondert beraten. In diesem Zusammenhang wurde die Haushaltsdebatte zur zentralen Auseinandersetzung über das Handeln der Regierung insgesamt.
Dabei galten Einschränkungen hinsichtlich des Militäretats. Dieser wurde nicht jährlich, sondern in längeren Zeiträumen beschlossen. Dies waren die Provisorien von 1867 und 1874. In den sogenannten Septennaten legten man danach den Militärhaushalt für sieben Jahre fest. Es folgten die Quinquennate mit einer fünf Jahre dauernden Laufzeit. Eine Reduzierung des Militärbudgets war kaum möglich, und auch der Versuch auf Einzelposten des Militärs Einfluss zu nehmen stieß auf Schwierigkeiten. In den Jahren zwischen der Verabschiedung des Militäretats hatte das Parlament keine Mitbestimmungsmöglichkeit über diesen mit Abstand größten Ausgabenbereich des Reiches. Allerdings war dies keine deutsche Besonderheit, sondern in Sachen des Militärhaushaltes gab es auch in anderen Staaten ähnliche Einschränkungen im Haushaltsrecht.
Auch im Bereich der Einnahmen gab es Grenzen des parlamentarischen Einflusses. Indirekte Steuern und Zölle lagen für einen längeren Zeitraum fest, und daher war der Spielraum des Parlaments eingeschränkt. Die Matrikularbeiträge der Länder lagen ohnehin außerhalb der Kompetenz des Reichstages. Das Parlament konnte neue Einnahmen ablehnen, aber es konnte sie nicht allein durchsetzen.
Besonders im Bereich der Außenpolitik waren die Mitwirkungsrechte des Parlaments begrenzt. Nur in Zoll-, Handels-, Verkehrs- und ähnlichen Bereichen war die Zustimmung zu völkerrechtlichen Verträgen nötig (Art. 4 und 11). Dies galt nicht für die Bündnispolitik. Entsprechende Abkommen brauchten dem Parlament nicht einmal bekannt gemacht zu werden. Die Erklärung von Krieg und Frieden war Sache des Kaisers. Er brauchte dazu zwar die Zustimmung des Bundesrates, nicht aber des Reichstages.

### Kontrolle der Exekutive

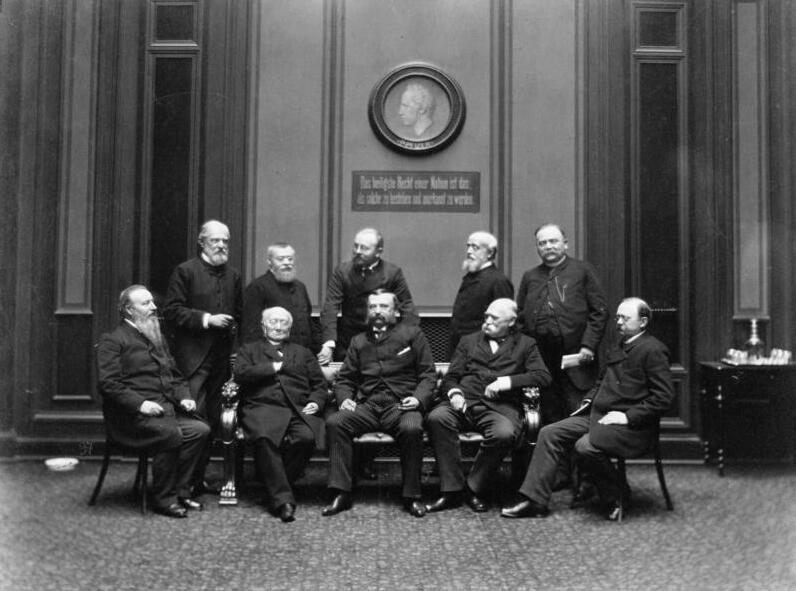
Mitglieder der katholischen Zentrumsfraktion des Reichstages (1. Reihe-sitzend v. l. n. r.: Paul Letocha, Ludwig Windthorst, Johann Anton von Chamaré, Anton von Dejanicz-Gliszczynski, Albert Horn 2. Reihe-stehend-v.l.nr.: Friedrich von Praschma, Philipp Schmieder (kein Zentrumsmitglied), Felix Porsch, Clemens Heereman von Zuydwyck, Julius Szmula)

Das Parlament hatte für jeden Bereich des Regierungshandelns das Recht der Interpellation oder Petition. Für eine Interpellation bedurfte es der Zustimmung von 30 Abgeordneten. Der Kanzler war nicht verpflichtet, im Reichstag zu erscheinen bzw. Fragen zu beantworten. In der Praxis jedoch haben die Kanzler dies getan, um ihren Standpunkt zu begründen.
Die Kontrollfunktion wurde in den Ausschüssen weiterentwickelt. Bei einer kleineren Reform der Geschäftsordnung des Reichstages 1912 wurde zusätzlich für jeden Abgeordneten das Recht zu einer kleinen Anfrage an den Reichskanzler eingeführt. Dessen Beantwortung blieb ohne anschließende Aussprache. Des Weiteren wurde das Interpellationsrecht dahin gehend erweitert, dass über die im Raum stehende Frage abgestimmt werden konnte. Dies war etwa im Zusammenhang mit der Zabern-Affäre 1913 der Fall, als der Reichstag den Reichskanzler Theobald von Bethmann Hollweg mit großer Mehrheit kritisierte. Dies blieb allerdings ohne staatsrechtliche Folgen, weil es nur von der Geschäftsordnung, aber nicht vom Verfassungsrecht gedeckt war.
De jure besaß der Reichstag keinen direkten Einfluss auf die Ernennung oder Entlassung des Reichskanzlers, denn dies war Sache des Kaisers. In der Praxis jedoch ließ sich auf Dauer keine Politik gegen den Reichstag durchführen, weil dieser die Gesetze erlassen und das Budget verabschieden musste. Der Kanzler war denn auch dem Reichstag gegenüber politisch verantwortlich, auch wenn er bei einem Misstrauensvotum nicht zurücktreten musste.

### Stellung im Machtgefüge

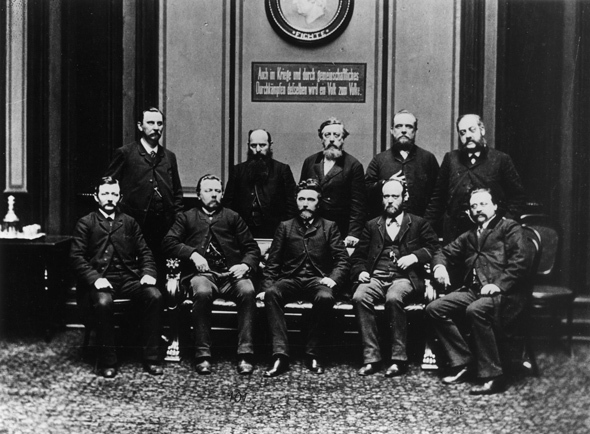
Mitglieder der SPD Reichstagsfraktion 1889. (sitzend von links aus gesehen: Georg Schumacher, Friedrich Harm, August Bebel, Heinrich Meister und Karl Frohme. Stehend: Johann Heinrich Wilhelm Dietz, August Kühn, Wilhelm Liebknecht, Karl Grillenberger, und Paul Singer)

Auch wenn die Verantwortlichkeit der Regierung vor dem Parlament Grenzen hatte, war der Kanzler doch auf die Zustimmung des Parlaments für Gesetze und den Haushalt angewiesen. Im Zeitalter des Rechtspositivismus war eine Herrschaft gestützt auf Verordnungen nicht mehr möglich. Das neugegründete Reich benötigte zahlreiche Gesetze, und die immer komplexer werdende Wirtschaft und Gesellschaft führte zu einem weiteren Bedarf an gesetzlichen Regelungen. Beispielhaft für die Macht des Reichstages ist seine Ablehnung der sowohl von der Regierung als auch vom Kaiser unterstützten Umsturzvorlage (1895) und der Zuchthausvorlage (1899).
Der Kanzler brauchte damit Mehrheiten im Reichstag. Die Bedeutung des Reichstages wuchs im Zusammenhang mit strukturellen politischen und gesellschaftlichen Veränderungen. Das allgemeine Männerwahlrecht (eines der modernsten seiner Zeit) hatte eine politische Massenmobilisierung zur Folge. Die Wahlbeteiligung stieg von 51 % 1871 auf 85 % 1912. Die Parteien und Interessenverbände jeglicher Art formulierten ihre Interessen und brachten diese im Parlament wirkungsvoll zur Geltung. Der Reichstag hatte auch daher im institutionalisierten Entscheidungsgefüge des Reiches eine zentrale Schlüsselstellung inne.
Die Position des Reichstages gegenüber der Regierung hing natürlich auch von der inneren Struktur und den Mehrheitsverhältnissen ab. Das deutsche Mehrparteiensystem erschwerte eine parlamentarische Mehrheitsbildung. Bismarck etwa spielte die Parteien gegeneinander aus, setzte auf wechselnde Mehrheiten oder gefügige Koalitionen. Seit der konservativen Wende von 1878/79 beschränkten sich die Fraktionen häufig auf das Reagieren und Verhindern von Regierungsmaßnahmen. Die gering ausgeprägte Kompromissbereitschaft der Parteien untereinander erleichterte der Regierung die Durchsetzung ihrer Ziele. Notfalls griff sie zum Mittel der Parlamentsauflösung. Im anschließenden Wahlkampf sollten teilweise demagogische Kampagnen dafür sorgen, dass die Wahlen im Sinne der Regierung ausfielen. Die Möglichkeit der Auflösung spielte im Hintergrund für parlamentarische Entscheidungen immer eine Rolle.
Nach der Ära Bismarck verlor die Auflösungsdrohung immer mehr an Bedeutung. Dabei spielte eine Rolle, dass sich feste politische Wählerlager ausbildeten. Für die Regierung gab es kaum noch mobilisierbare Nichtwähler zu gewinnen. Bis auf die Wahl von 1907 brachten Neuwahlen keine Veränderungen mehr mit sich, die die Position der Regierungen verbessert hätten. Aber der Gegensatz der politischen Lager hat sich weiter verschärft, was ein gemeinsames Handeln gegen die Regierung erschwerte.
Die letzte Rede im Reichstag des Kaiserreichs hielt der USPD-Abgeordnete Oskar Cohn. Am 25. Oktober 1918 rief er angesichts der dritten Wilson-Note, in der der amerikanische Präsident Woodrow Wilson eine deutliche Parlamentarisierung des Reiches und eine Machtbeschränkung der Fürsten und des Militärs als Voraussetzung für einen Waffenstillstand gefordert hatte, offen zum Sturz des Regimes auf:

„Nicht nur der augenblickliche Träger des monarchischen Regiments, sondern […] die gesamte Dynastie muss das Feld räumen. Das müssen wir fordern, die wir die sozialistische Republik von je und je auf unser Panier geschrieben haben.“

## Präsidenten des Reichstags

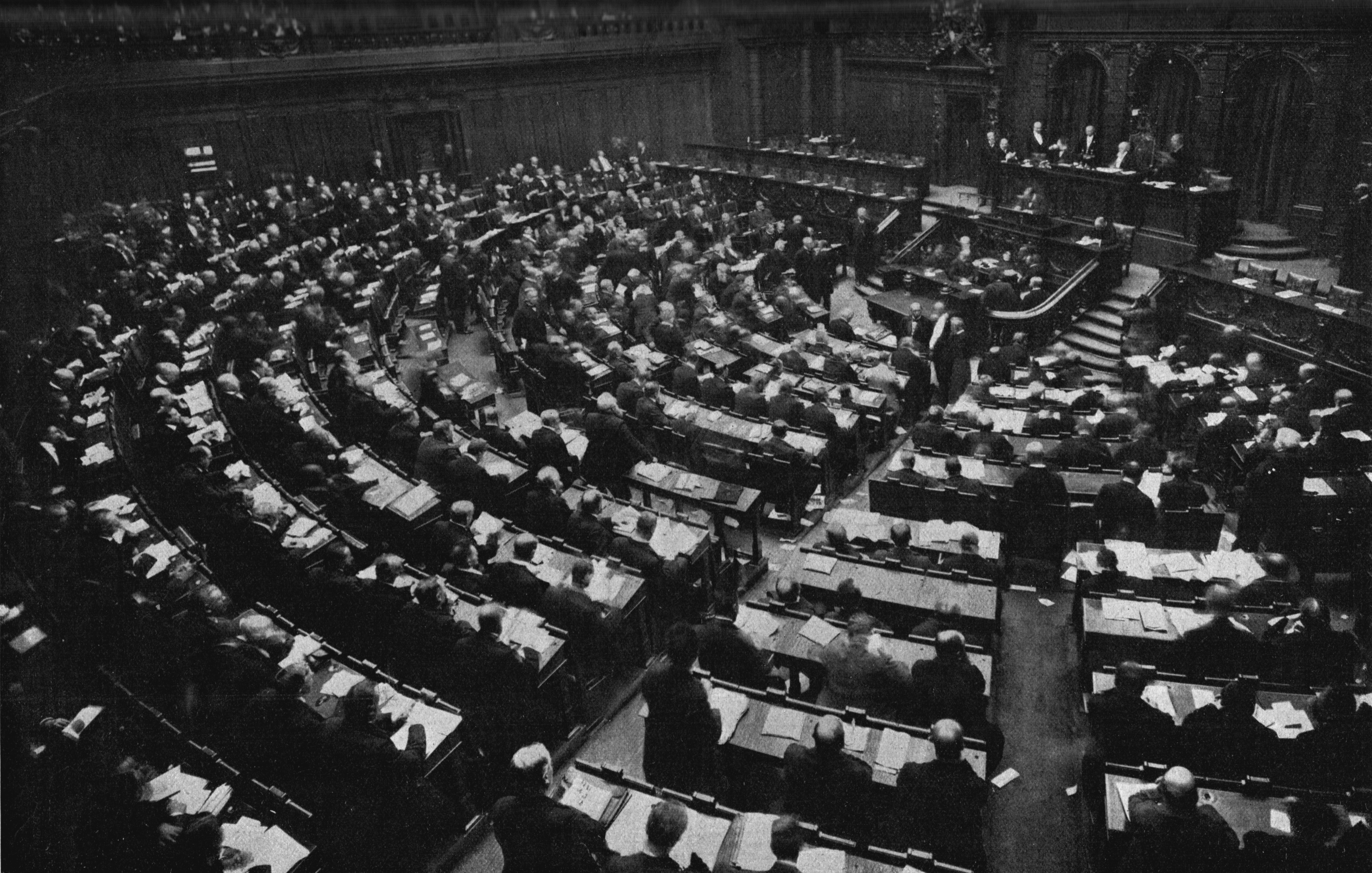
Die Eröffnung des neugewählten 13. deutschen Reichstags, des letzten Reichstags vor der Revolution, am 7. Februar 1912 unter dem Vorsitz des 82-jährigen Alterspräsidenten Albert Traeger, der wenige Wochen später verstarb.

| Nr. | Name                        | Amtsantritt | Ende der Amtszeit |
| --- | --------------------------- | ----------- | ----------------- |
| 1   | Eduard Simson               | 1871        | 1874              |
| 2   | Max von Forckenbeck         | 1874        | 1879              |
| 3   | Otto Theodor von Seydewitz  | 1879        | 1880              |
| 4   | Adolf von Arnim-Boitzenburg | 1880        | 1881              |
| 5   | Gustav von Goßler           | 1881        | 1881              |
| 6   | Albert von Levetzow         | 1881        | 1884              |
| 7   | Wilhelm von Wedell-Piesdorf | 1884        | 1888              |
| 8   | Albert von Levetzow         | 1888        | 1895              |
| 9   | Rudolf von Buol-Berenberg   | 1895        | 1898              |
| 10  | Franz von Ballestrem        | 1898        | 1907              |
| 11  | Udo zu Stolberg-Wernigerode | 1907        | 1910              |
| 12  | Hans von Schwerin-Löwitz    | 1910        | 1912              |
| 13  | Johannes Kaempf             | 1912        | 1918              |
| 14  | Constantin Fehrenbach       | 1918        | 1918              |

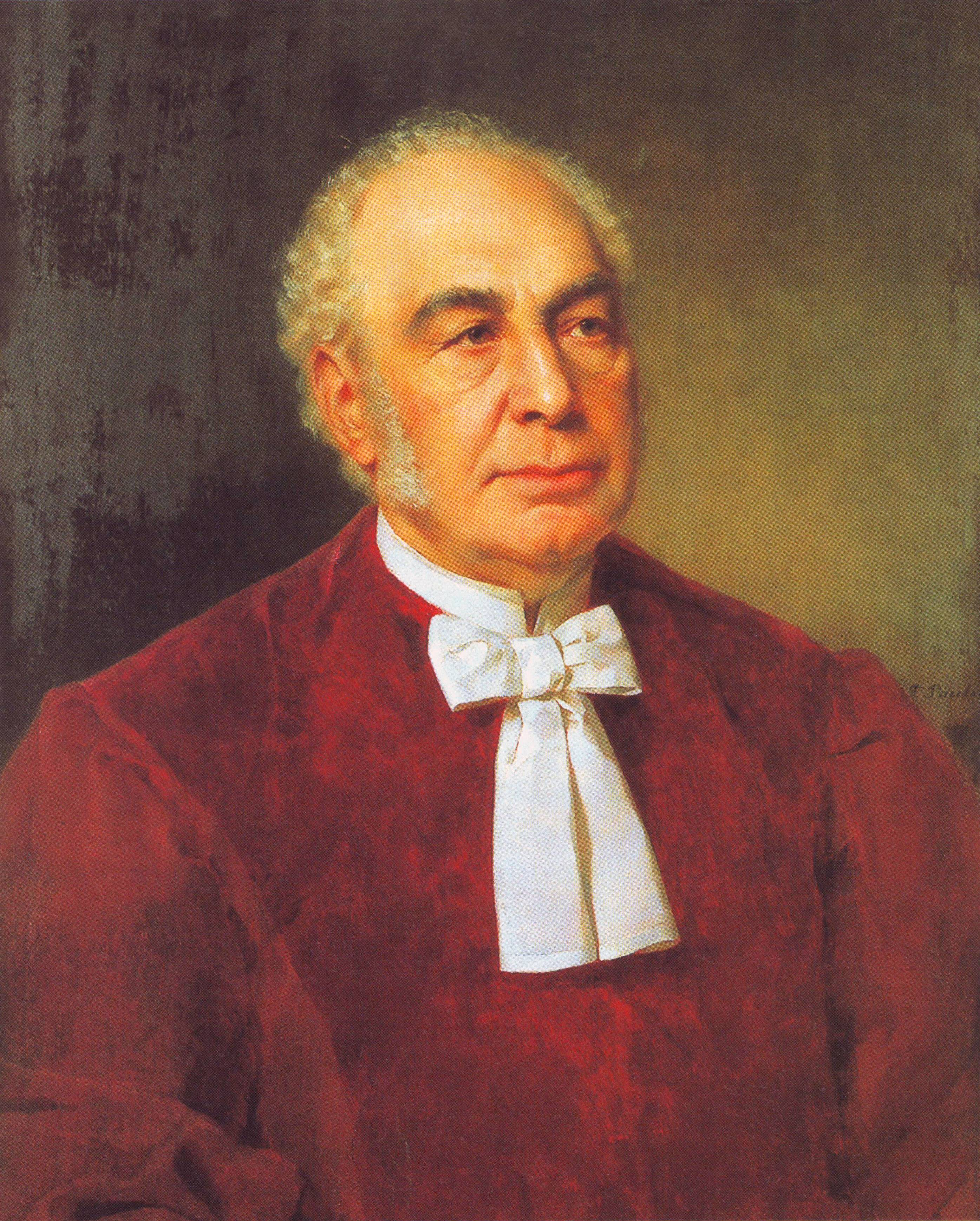
Eduard von Simson
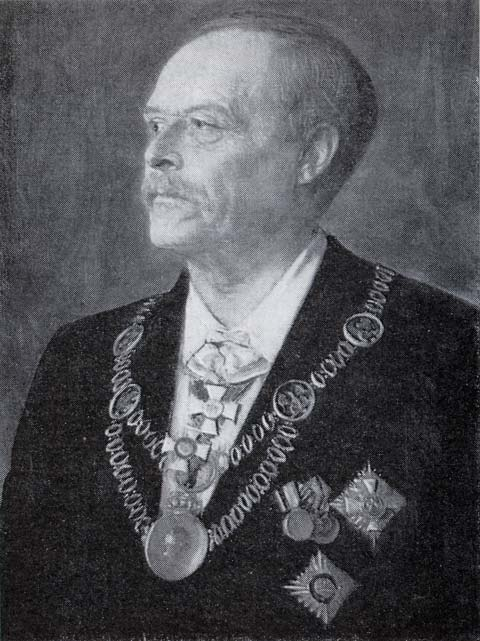
Max von Forckenbeck
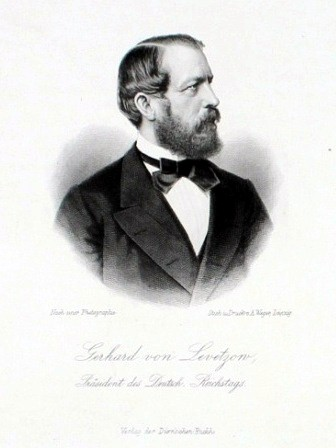
Albert von Levetzow
Wilhelm von Wedell-Piesdorf
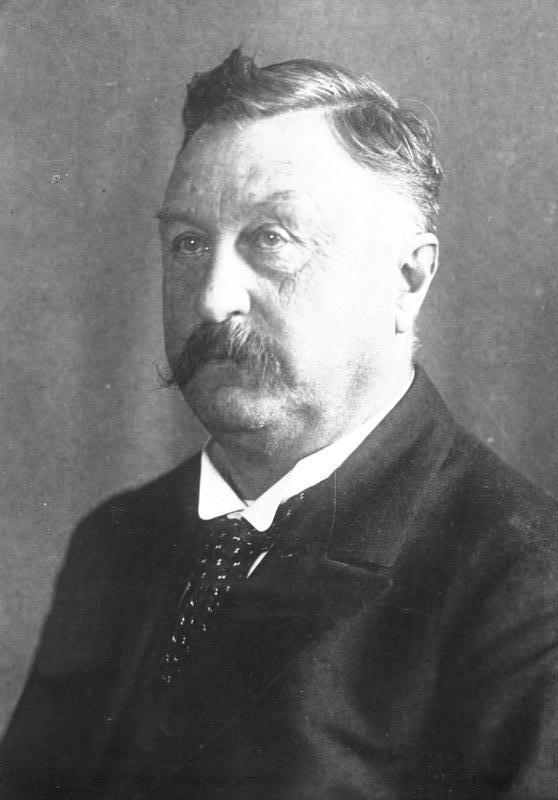
Constantin Fehrenbach

## Bekannte Reichstagsabgeordnete der Kaiserzeit

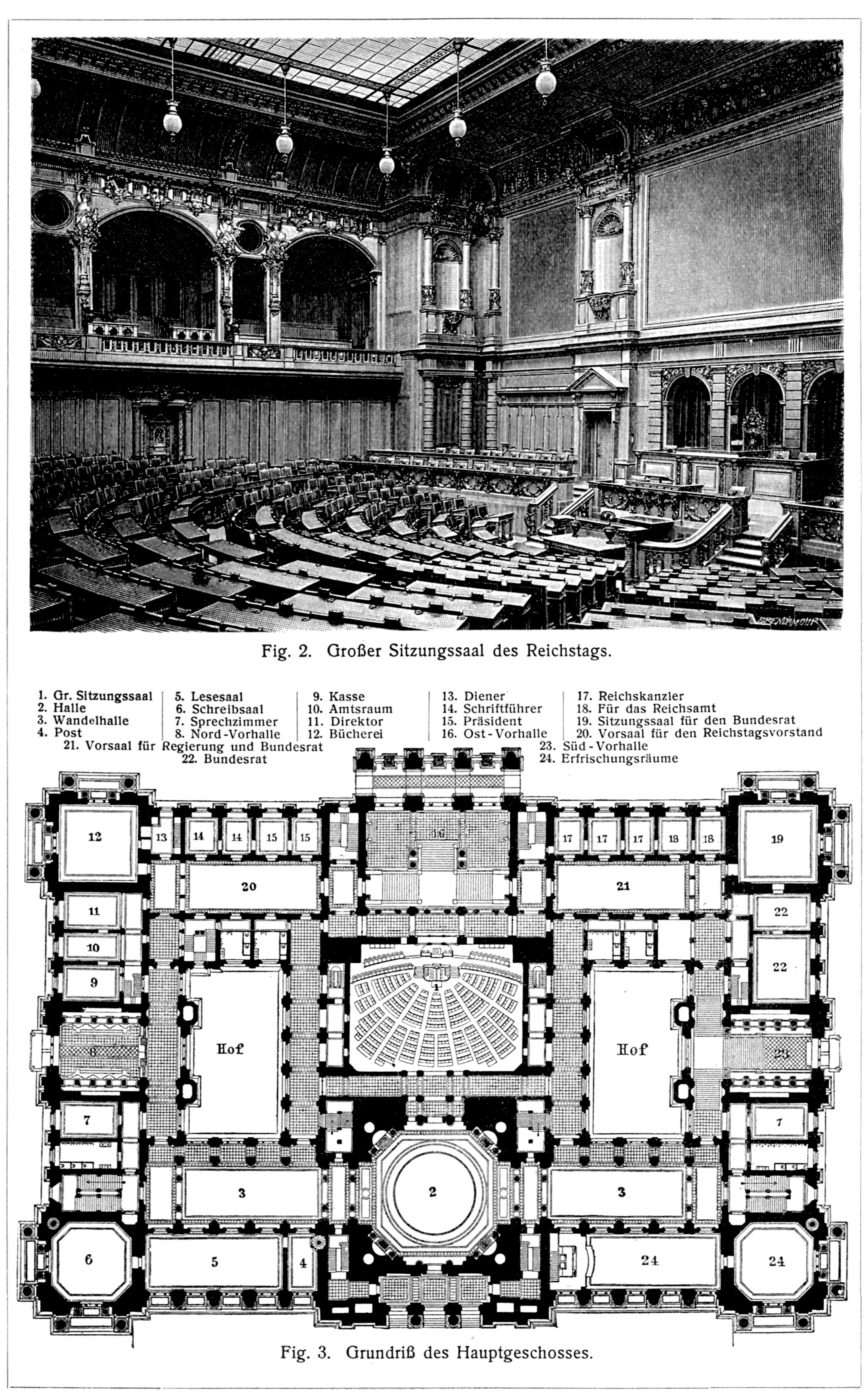
Reichstag: Innenansicht und Plan, Meyers Konversations-Lexikon 1905

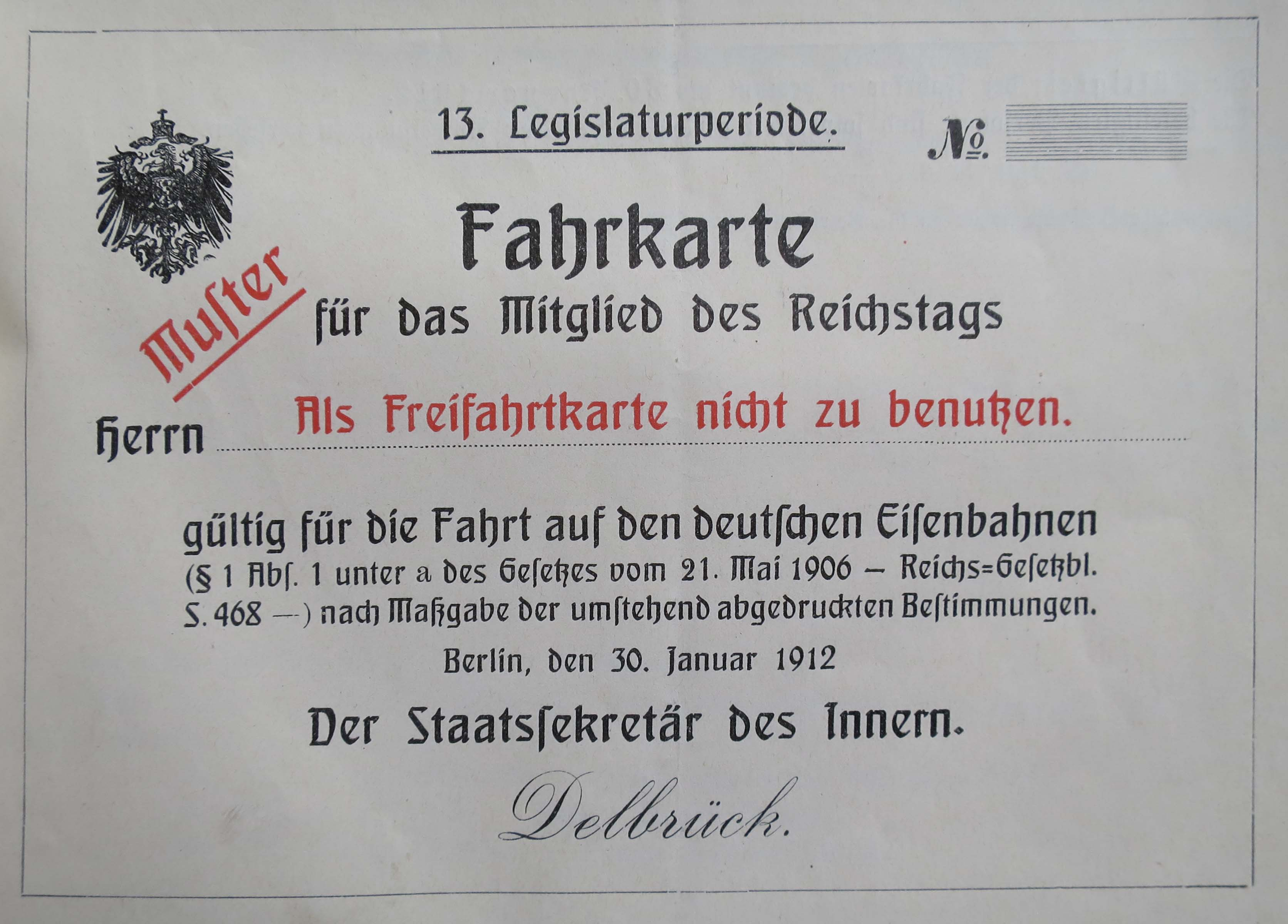
Muster der Freifahrkarte für die Abgeordneten auf den deutschen Eisenbahnen für 1912

- Franz von Ballestrem (Deutsche Zentrumspartei)
- Ludwig Bamberger (Nationalliberale Partei, Liberale Vereinigung, Deutsche Freisinnige Partei, Freisinnige Vereinigung)
- Theodor Barth (NLP, Liberale Vereinigung, DFP, FVg)
- August Bebel (SAP, danach SPD)
- Rudolf von Bennigsen (NLP)
- Eduard Bernstein (SPD)
- Eduard Georg von Bethusy-Huc (Freikonservative Partei)
- Wilhelm Blos (SPD)
- Ludwig Brüel (DHP, auch Welfenpartei)
- Karl Frohme (SPD)
- Albert Hänel (Deutsche Fortschrittspartei, Deutsche Freisinnige Partei, Freisinnige Vereinigung)
- Wilhelm Hasenclever (ADAV, SAP, Vorgängerparteien der SPD)
- Wilhelm Hasselmann (ADAV, SAP)
- Otto von Helldorff (Konservative Partei)
- Ernst von Heydebrand und der Lasa (Deutschkonservative Partei)
- Max Hirsch (Fortschritt, DFP, FVp)
- Leopold von Hoverbeck (Fortschritt)
- Wojciech Korfanty (Polnische Nationaldemokratische Partei, kurz Polenpartei)
- Albert von Levetzow (Deutschkonservative Partei)
- Philipp Ernst Maria Lieber (Zentrum)
- Karl Liebknecht (SPD)
- Wilhelm Liebknecht (SAP, danach SPD)
- Ludwig Löwe (Fortschritt, DFP)
- Hermann von Mallinckrodt (Zentrum)
- Otto von Manteuffel (Deutschkonservative Partei)
- Helmuth Karl Bernhard von Moltke (Konservative Partei)
- Theodor Mommsen (NLP)
- Friedrich von Payer (DtVP)
- Victor I. von Ratibor (Freikonservative Partei)
- August Reichensperger (Zentrum)
- Peter Reichensperger (Zentrum)
- Eugen Richter (Fortschritt, DFP, FVp)
- Heinrich Rickert (NLP, Liberale Vereinigung, DFP, FVg)
- Burghard von Schorlemer-Alst (Zentrum)
- Hermann Schulze-Delitzsch (Fortschritt, DFP)
- Otto Theodor von Seydewitz (Konservative Partei)
- Paul Singer (SAP, danach SPD)
- Leopold Sonnemann (DtVP)
- Franz August Schenk von Stauffenberg (Deutsche Freisinnige Partei), Reichstagsvizepräsident
- Heinrich von Treitschke (NLP, Fraktionslos)
- Rudolf Virchow (Fortschritt, DFP, FVp)
- Ludwig Windthorst (Zentrum)